# Boedo-Ojeda
Boedo-Ojeda és una comarca natural i agrícola de la província de Palència, Castella i Lleó, dins la comarca de Páramos-valles.

## Municipis ipedanies
- Municipi i capital Alar del Rey
  - endemés de Nogales de Pisuerga
  - San Quirce del Río Pisuerga
  - Barrio de San Vicente
  - Becerril del Carpio
- Municipi i capital Báscones de Ojeda
- Municipi i capital Calahorra de Boedo
- Municipi i capital Collazos de Boedo
  - endemés d'Oteros de Boedo
- Municipi i capital Dehesa de Romanos;
- Municipi i capital Espinosa de Villagonzalo;
- Municipi i capital Herrera de Pisuerga
  - endemés de Naveros de Pisuerga
  - Olmos de Pisuerga
  - Ventosa de Pisuerga
  - Villabermudo
- Municipi i capital La Vid de Ojeda;
- Municipi i capital Micieces de Ojeda,
  - endemés de Berzosa de los Hidalgos
- Municipi i capital Olea de Boedo
- Municipi i capital Olmos de Ojeda
  - endemés d'Amayuelas de Ojeda
  - Moarves de Ojeda
  - Montoto de Ojeda
  - Pisón de Ojeda,
  - Quintanatello de Ojeda
  - San Pedro de Ojeda,
  - Vega de Bur,
  - Villavega de Ojeda
- Municipi i capital Páramo de Boedo:
  - endemés de Villaneceriel
  - Zorita del Páramo
- Municipi i capital Payo de Ojeda
- Municipi i capital Prádanos de Ojeda
- Municipi i capital Revilla de Collazos
- Municipi i capital San Cristóbal de Boedo
- Municipi i capital Santa Cruz de Boedo:
  - endemés d'Hijosa de Boedo
- Municipi i capital Santibáñez de Ecla
  - endemés de San Andrés de Arroyo
  - Villaescusa de Ecla
- Municipi i capital Sotobañado y Priorato
  - endemés de Sotillo de Boedo
- Municipi i capital Villameriel
  - endemés de Cembrero
  - San Martín del Monte
  - Santa Cruz del Monte.
  - Villorquite de Herrera.
- Municipi i capital Villaprovedo